# The Five Man Electrical Band
The Five Man Electrical Band is een Canadese rockband uit Ottawa.

## Bezetting
Leden
- Ted Gerow (keyboards)
- Les Emmerson (zang, gitaar)
- Steve Hollingworth (drums, zang)
- Rick Smithers (basgitaar)
- Wes Reed
- Brian Sim (leadgitaar)

Vroegere leden
- Dean Hagopian (zang)
- Vern Craig (gitaar)
- Brian Rading (basgitaar)
- Mike 'Bell' Belanger (drums, zang)
- Rick 'Bell' Belanger (drums, zang)
- J. Murray Davison

## Geschiedenis

### The Staccatos 1963-1968
The Staccatos werden opgericht in 1963 in Ottawa door Dean Hagopian, Vern Craig, Brian Rading en Rick Bellanger. Hagopean verliet de band na ongeveer een jaar en werd vervangen door Les Emmerson, die de eerste songwriter zou worden, terwijl Bell en Emmerson de leadzang samen verdeelden.
The Staccatos maakten hun debuut in 1965 met hun vroege singles, geschreven door het team Craig en Emmerson. Na het uitbrengen van een niet-geplaatste single bij een independent label, tekende de band bij Capitol Records (Canada). Hun tweede single Small Town Girl bracht het tot de Canadese top 20. Diverse opvolgers volgden in de top 40 en The Staccatos werden rijzende sterren in hun vaderland. Hun debuutalbum Initially werd uitgebracht in 1966 en bracht hun hits naar de top zowel als diverse nieuwe opnamen.
In de zomer van 1966 vervoegde Mike Bellanger (Rick's broer) zich bij de band als tweede drummer en derde zanger. Kort daarna had de band hun grootste hit met Half Past Midnight, die steeg tot de 8e plaats in de Canadese hitlijst. Dit was de tweede single, alleen geschreven door Emmerson, die vanaf dit punt het meeste originele materiaal van de band had geschreven. Ook in 1967 brachten The Staccatos een album uit met The Guess Who. Elke band nam een kant op van de lp.
De opvolgers van Half Past Midnight hadden niet zoveel succes in Canada. In de Verenigde Staten kwamen de singles uitgebracht door Capitol Records en Tower Records niet voor in de hitlijst. Zoekend naar een nieuwe richting eind 1968, werd Ted Gerow toegevoegd aan de keyboards en kort daarna verliet Vern Craig de band. Rond dezelfde tijd, tijdens de opnemen van hun tweede volledige album, werd de band geadviseerd door producent Nick Venet om de bandnaam te wijzigen, omdat de naam Staccatos volgens hem niet meer van deze tijd was. Na het bespreken van meerdere mogelijkheden, greep bassist Rading terug op de song Five Man Electrical Band, die was geschreven door Emmerson. De bandnaam was naar behoren gewijzigd en Five Man Electrical Band bracht hun gelijknamige album begin 1969 uit.

### The Five Man Electrical Band 1969-1975
De nieuwe single It Never Rains On Maple Lane (#67) / Private Train (#37) van de band werd een bescheiden succes in Canada. Hun album bevatte een mengeling van nieuw en ouder materiaal, uitgebracht als The Staccatos en was evenzo succesvol in Canada. De daarop volgende singles kwamen niet voor in de hitlijst. Eind 1969 beëindigde de band hun relatie met Capitol Records en wisselde naar MGM Records.
De eerste twee singles bij MGM Records, uitgebracht in 1970, haalden de hitlijst in Canada. Het album Good-byes and Butterflies (1970) veroorzaakte een klein geschil met een afbeelding van een marihuana-plant op de cover. Het album werd teruggehaald en later uitgebracht met een nieuwe cover.
In 1971 had de band hun eerste internationaal succes met de door MGM Records uitgebrachte single Hello Melinda, Goodbey / Signs, oorspronkelijk opgenomen in Los Angeles. Diskjockeys en het publiek kozen direct voor Signs (geschreven door Les Emmerson). Deze bereikte een 4e plaats in Canada, een 3e plaats in de Billboard Hot 100 en de 1e plaats in Australië voor bijna twee maanden. Er werden meer dan een miljoen exemplaren van verkocht en ze kregen een gouden plaat van de RIAA in augustus 1971.
Tijdens de daaropvolgende jaren werden een aantal singles uitgebracht: Absolutely Right, Money Back Guarantee, Werewolf, I'm A Stranger Here en diverse andere door Emmerson geschreven songs. Buiten Canada waren de meesten daarvan slechts kleine hits, maar de band ging verder met een gestadige stroom publicaties en concerten. In 1972 bracht de band hun derde album Coming of Age uit. Emmerson, die meer interesse had in het opnemen in de studio dan liveconcerten, voleindigde ook een parallel lopende solocarrière in 1972.
Mike Bell verliet de band tijdens de opnamen van hun album Sweet Paradise (1973) en bassist Brian Rading vertrok toen het album klaar was. Het album bevatte verschillende hitsingles, waaronder I'm a Stranger Here, hun hoogstgeplaatste hit ooit in Canada. Emmerson, Gerow en Rick Belanger probeerden door te gaan met nieuwe muzikanten voor een tijdje en produceerden singles in 1974 en 1975, echter met bescheiden succes buiten Canada.
Rick Belanger verliet de band in 1974, Emmerson en Gerow achterlatend als de enige overgebleven vaste leden van de band. Kort daarna, toen Johnny Get a Gun (1975) de 69e plaats bereikte in Canada, besloten Emmerson en Gerow, de band te ontbinden.

### Reünies en recente activiteiten
In 1986 herformeerde Emmerson de band voor een reeks concerten en festivaloptredens en ging verder met hen op tournee over de volgende decennia. De band speelt gewoonlijk een paar shows per jaar als sextet met de leden Les Emmerson (gitaar, zang), Ted Gerow (keyboards), Brian Sim (leadgitaar), Rick Smithers (basgitaar), Steve Hollingworth (drums, zang) en Mike Belanger (drums, zang). Emmerson heeft ook de rechten behouden van de opnamen van de band en heeft diverse Best Of-compilaties op cd gelicenseerd.
Tesla scoorde een hit met een cover van de song Signs op hun album Five Man Acoustical Jam tijdens de jaren 1990. Meer recent bracht Fatboy Slim de single Don't Let The Man Get You Down (2005) uit.
Brian Rading overleed op 8 juni 2016 op 69-jarige leeftijd in zijn huis in Hull aan keelkanker, een ziekte waar hij jaren aan leed.
Les Emmerson overleed op 10 december 2021 op 77-jarige leeftijd aan Corona.

## Discografie

### Singles
Als The Staccatos
- 1965: It Isn't Easy
- 1965: Small Town Girl
- 1965: Move to California
- 1966: It's a Long Way Home
- 1966: C'mon Everybody
- 1966: Let's Run Away
- 1967: Half Past Midnight
- 1967: Catch the Love Parade
- 1967: She Fancies Herself a Lady
- 1968: Walker Street
- 1968: Didn't Know the Time

Als The Five Man Electric Band
- 1969:	It Never Rains On Maple Lane
- 1969: Private Train
- 1969: Lovin' Look
- 1969: Sunrise to Sunset
- 1969: Riverboat
- 1970:	Moonshine (Friend of Mine)
- 1970: Hello Melinda, Goodbye
- 1971:	Signs
- 1971: Absolutely Right
- 1972:	Julianna
- 1972: The Devil and Miss Lucy (Country Girl)
- 1972: Money Back Guarantee
- 1972: I'm a Stranger Here
- 1973:	Baby Wanna Boogie
- 1974:	Werewolf
- 1975:	Johnny Get a Gun

### Studio-albums
Als The Staccatos
- 1966: Initially
- 1967: A Wild Pair (Split-album: The Guess Who / The Staccatos)

Als The Five Man Electric Band
- 1969: Five Man Electrical Band
- 1970: Good-byes and Butterflies
- 1972: Coming of Age
- 1973: Sweet Paradise

### Compilaties
- 1975: The Power of the Five Man Electrical Band: Their Greatest Hits
- 1995: Absolutely Right: The Best of Five Man Electrical Band
- 2008: Half Past Midnight: The Staccatos and Beyond (cd publicatie van 1969 Capitol lp, Five Man Electrical Band, plus talrijke Staccatos singles.)
- 2009: The Staccatos - Five Man Electrical Band: First Sparks The Anthology (1964–1969) (Dubbel-cd)